# 関菜々巳
関 菜々巳（せき ななみ、1999年6月12日 - ）は、日本の女子バレーボール選手である。

## 来歴
千葉県船橋市出身。2人姉妹の次女。小学2年生のとき、姉の影響を受け自身もバレーボールを始めた。

### 高校入学まで
船橋市立法典西小学校では塚田JSCに所属。関東大会にも出場し、小学校6年生はセンターのアタッカーかつキャプテンとしてチームを引っ張った。
船橋市立行田中学校では2年生よりセッターとして出場するように。ツーセッターだった3年生のとき、千葉県立柏井高等学校が3位入賞した春の高校バレーを会場で観戦した際、当時高校2年生だった中元南、工藤嶺ら両エースにトスを上げてみたいと憧れ、同学への進学を決める。

### 千葉県立柏井高等学校 時代
入学当初はアタッカーだったが、その後セッターに転向。当時の監督から「ミドルが決まらないと試合に勝てない」と言われ。ミドル中心のトスワークを志向するようになる。
2016年7月の第18回アジアジュニア女子選手権大会（U-19）の代表メンバーに選出された他、2017年2月の第14回 2017全日本ジュニアオールスタードリームマッチの「チームMAX」のキャプテンとして選出されるなど、活躍を見せ始める。
また3年生時にはキャプテンとしてチームを率い第70回全日本高等学校選手権大会（春の高校バレー2018）に出場、大会前から注目選手として紹介された。1回戦の三重高等学校にストレートの勝利を収め、2回戦の郡山女子大学附属高等学校にも勝利するも、高校総体準々決勝でも敗戦を喫していた大分の名門・東九州龍谷高等学校にリベンジは叶わず、今大会をベスト16で終えた。

### 東レアローズ 時代
2017年11月30日、東レアローズへの入団内定が発表された。同期入団は一人で最初は不安だったが、小川愛里奈をはじめとした先輩が優しく、すぐに馴染むことができたという。
2017-18シーズンは出場はなかったものの、2018-19シーズンは2018年11月3日の開幕戦・久光製薬スプリングス戦にスタメンで出場。シーズンを通して正セッターとして活躍し、チームを準優勝に導く。その功績が評価され、最優秀新人賞・ベスト6を受賞し、2019年4月には初の代表入りを果たす。2019年5月のモントルーバレーマスターズでは全5試合中4試合にスターティングメンバーとして出場、ベストセッター賞に輝くなどの活躍を見せ日本代表チームの2位入賞に大きく貢献する。
2019-20シーズンも正セッターとして全24試合に出場するもチームはセミファイナル進出を逃し、6位に終わったものの、2020-21シーズンでは全試合出場でチームのレギュラーラウンド21戦全勝での優勝に貢献。ファイナルでJTマーヴェラスに敗れ準優勝に終わったものの、2シーズンぶりにベスト6に輝く。
一方日本代表としては2021年度もメンバー入りを果たすが、5月に行われたネーションズリーグでは正セッターに籾井あきが起用されたこともあり、出場は2枚替えを含む途中出場にとどまり2020年東京オリンピック出場メンバーから落選する。
2021-22シーズンはファイナル3で久光スプリングスに敗れ3位に終わるも、日本代表には4年連続で選出され、2022年の世界選手権では正セッターとして全試合にスタメン出場。チームを5位に導いた。
2024年2月20日、東レの公式サイトにて海外リーグ挑戦のため同月29日付で退団することが発表された。
2024年6月19日、イタリアセリエA1のイモコ・コネリアーノ入団が発表された。ポーランド代表のヨアンナ・ヴォウォシュが正セッターを務めており出場機会は限られながら、スーペルコッパ、世界クラブ選手権、コッパ・イタリア、セリエA1での優勝を経験した。
2025年5月、セリエA1のUYBAブスト・アルシーツィオ入団が発表された。

## 人物・エピソード
- 高校時代は学生としても優等生であり、通知表はオール5だった。それでも大学には進学せず、高校卒業後に東レに入団した[32]。

## 所属チーム
- 船橋市立法典西小学校[1]
- 船橋市立行田中学校（2012-2015年）[1]
- 千葉県立柏井高等学校（2015-2018年）
- 東レアローズ #22 →#10→#6（2018-2024年）
- イモコ・コネリアーノ（2024-2025年）
- UYBAブスト・アルシーツィオ（2025年-）

## 球歴
ジュニア代表 
- 2016年 第18回アジアジュニア選手権大会（U-19）：2位

 日本代表（2019年-）
- 2019年 モントルーバレーマスターズ：2位[14]
- 2019年 ネーションズリーグ：9位[33]
- 2021年 ネーションズリーグ：4位[34]
- 2022年 ネーションズリーグ：7位
- 2022年 世界選手権：5位[23]
- 2024年 ネーションズリーグ：2位
- 2024年 パリオリンピック：9位
- 2025年 ネーションズリーグ

## 受賞歴
- 2019年 2018-19 V.LEAGUE DIVISION1 WOMEN：最優秀新人賞 / ベスト6[12]
- 2019年 モントルーバレーマスターズ：ベストセッター[14]
- 2021年 2020-21 V.LEAGUE DIVISION1 WOMEN：ベスト6[16]

## 個人成績
V.LEAGUEの個人通算成績は下記の通り。
| 大会            | チーム          | 出場     | 出場        | アタック | アタック | アタック | アタック | バックアタック | バックアタック | バックアタック | バックアタック | アタック 決定本数 | ブロック | ブロック       | サーブ | サーブ         | サーブ   | サーブ | サーブ | サーブ   | サーブレシーブ | サーブレシーブ | サーブレシーブ | サーブレシーブ | 総得点      | 総得点      | 総得点   | 総得点      |
| --------------- | --------------- | -------- | ----------- | -------- | -------- | -------- | -------- | -------------- | -------------- | -------------- | -------------- | ----------------- | -------- | -------------- | ------ | -------------- | -------- | ------ | ------ | -------- | -------------- | -------------- | -------------- | -------------- | ----------- | ----------- | -------- | ----------- |
| 大会            | チーム          | 試 合 数 | セ ッ ト 数 | 打 数    | 得 点    | 失 点    | 決 定 率 | 打 数          | 得 点          | 失 点          | 決 定 率       | セ ッ ト 平 均    | 得 点    | セ ッ ト 平 均 | 打 数  | ノ 丨 タ ッ チ | エ 丨 ス | 失 点  | 効 果  | 効 果 率 | 受 数          | 成 功 ・ 優    | 成 功 ・ 良    | 成 功 率       | ア タ ッ ク | ブ ロ ッ ク | サ 丨 ブ | 得 点 合 計 |
| V1 2018-19      | 東レ            | 33       | 126         | 62       | 37       | 1        | 59.7     | 0              | 0              | 0              | -              | 0.29              | 17       | 0.13           | 572    | 4              | 24       | 20     | 174    | 11.6     | 4              | 0              | 0              | 0.0            | 37          | 17          | 28       | 82          |
| V1 2019-20      | 東レ            | 24       | 92          | 28       | 17       | 1        | 60.7     | 0              | 0              | 0              | -              | 0.18              | 12       | 0.13           | 361    | 3              | 13       | 18     | 104    | 10.4     | 5              | 0              | 0              | 0.0            | 17          | 12          | 16       | 45          |
| V1 2020-21      | 東レ            | 23       | 78          | 24       | 13       | 0        | 54.2     | 1              | 0              | 0              | 0.0            | 0.17              | 3        | 0.04           | 272    | 2              | 17       | 10     | 92     | 14.5     | 3              | 0              | 1              | 16.7           | 13          | 3           | 19       | 35          |
| V1 2021-22      | 東レ            | 34       | 122         | 47       | 26       | 0        | 55.3     | 0              | 0              | 0              | -              | 0.21              | 14       | 0.11           | 418    | 2              | 21       | 23     | 119    | 11.2     | 6              | 0              | 0              | 0.0            | 26          | 14          | 23       | 63          |
| V1 2022-23      | 東レ            | 37       | 149         | 80       | 45       | 2        | 56.2     | 0              | 0              | 0              | -              | 0.30              | 16       | 0.11           | 526    | 4              | 18       | 39     | 136    | 8.8      | 8              | 0              | 3              | 18.8           | 45          | 16          | 22       | 83          |
| V1 2023-24      | 東レ            | 22       | 80          | 42       | 23       | 1        | 54.8     | 1              | 0              | 0              | 0.0            | 0.29              | 7        | 0.09           | 276    | 5              | 10       | 20     | 72     | 10.1     | 4              | 0              | 0              | 0.0            | 23          | 7           | 15       | 45          |
| 通算：6シーズン | 通算：6シーズン | 173      | 647         | 283      | 161      | 5        | 56.9     | 2              | 0              | 0              | 0.0            | 0.25              | 69       | 0.11           | 2425   | 20             | 103      | 130    | 697    | 10.9     | 30             | 0              | 4              | 6.7            | 161         | 69          | 123      | 353         |